# Frosinone Calcio 2018-2019
Questa voce raccoglie le informazioni riguardanti il Frosinone Calcio nelle competizioni ufficiali della stagione 2018-2019.

## Stagione
La stagione 2018-19 vede il Frosinone competere per la seconda volta in Serie A. I ciociari iniziano in maniera estremamente negativa il campionato, ottenendo un solo punto fino alla sosta di ottobre. Successivamente, tra la ripresa del campionato e la pausa di novembre, la formazione infila 4 risultati utili consecutivi (tra cui la prima vittoria, ai danni della S.P.A.L.) risollevando la propria classifica. Un'altra parentesi critica — in cui si segnalano i pesanti knock-out con Inter e Napoli — porta all'esonero di Moreno Longo, sostituito da Marco Baroni. Dopo i pareggi con Udinese e Milan, i ciociari chiudono il girone di andata in penultima posizione: l'unica avversaria con un rendimento più deficitario è il penalizzato Chievo, impostosi peraltro nello scontro diretto.
Aperta la fase di ritorno con l'ennesimo crollo, un 5-0 interno ad opera dell'Atalanta, il Frosinone conquista sul campo del Bologna la più larga vittoria in massima serie: un 4-0 che, al contempo, rappresenta per Baroni la prima affermazione nella categoria. Con una situazione ormai compromessa, nel mese di aprile i gialloblu stabiliscono un record mancato nel 2015-16, ovvero la striscia di due vittorie consecutive: a farne le spese sono Parma e Fiorentina. L'esito scontato della retrocessione diviene matematico a tre giornate dalla fine, per effetto di un pareggio contro il Sassuolo: gli stessi neroverdi, già nel 2016, avevano causato l'immediato ritorno in B dei ciociari. Il torneo viene poi archiviato da due sconfitte e un pareggio, riservando ai giallazzurri il diciannovesimo posto.

## Divise e sponsor
Lo sponsor per la stagione 2018-2019 è la Banca Popolare del Frusinate, mentre lo sponsor tecnico è il marchio Zeus Sport che subentra al marchio Legea dopo 12 anni.
| Casa | Trasferta | Terza divisa |

## Organigramma societario
Area direttiva
- Presidente: Maurizio Stirpe
- Vice presidente: Vittorio Ficchi
- Direttore area finanza e controllo: Rosario Zoino
- Direttore generale: Ernesto Salvini

Area organizzativa
- Segretario generale: Raniero Pellegrini
- Segreteria: Anna Fanfarillo, Pierluigi D'Agostini
- Area legale: Aldo Ceci
- Sicurezza: Sergio Pinata

Area comunicazione
- Responsabile: Massimiliano Martino
- Addetto stampa: Fernando Cellitti
- S.L.O.: Fabio Buttarazzi

Area marketing
- Direttore area marketing, comunicazioni e rapporti istituzionali: Salvatore Gualtieri
- Responsabile commerciale: Domenico Verdone
- Merchandising: Daniele Palladino

Area tecnica
- Direttore sportivo: Marco Giannitti
- Allenatore: Moreno Longo, da dicembre Marco Baroni
- Allenatore in seconda: Dario Migliaccio, da dicembre Riccardo Rocchini

## Rosa
| N. |                        | Ruolo | Calciatore                |
| -- | ---------------------- | ----- | ------------------------- |
| 2  | Italia (bandiera)      | D     | Paolo Ghiglione           |
| 3  | Italia (bandiera)      | D     | Cristian Molinaro         |
| 4  | Paesi Bassi (bandiera) | C     | Rai Vloet                 |
| 4  | Rep. Ceca (bandiera)   | D     | Stefan Simič              |
| 5  | Italia (bandiera)      | C     | Mirko Gori                |
| 6  | Italia (bandiera)      | D     | Edoardo Goldaniga         |
| 7  | Italia (bandiera)      | A     | Luca Paganini             |
| 8  | Italia (bandiera)      | C     | Raffaele Maiello          |
| 9  | Italia (bandiera)      | A     | Daniel Ciofani (capitano) |
| 10 | Italia (bandiera)      | C     | Danilo Soddimo            |
| 11 | Croazia (bandiera)     | A     | Stipe Perica              |
| 14 | Italia (bandiera)      | A     | Andrea Errico             |
| 15 | Italia (bandiera)      | D     | Lorenzo Ariaudo           |
| 16 | Italia (bandiera)      | C     | Luca Valzania             |
| 17 | Italia (bandiera)      | D     | Francesco Zampano         |
| 18 | Italia (bandiera)      | A     | Federico Dionisi          |
| 19 | Italia (bandiera)      | A     | Luca Matarese             |
| 20 | Islanda (bandiera)     | C     | Emil Hallfreðsson         |
| 20 | Italia (bandiera)      | A     | Marcello Trotta           |

| N. |                       | Ruolo | Calciatore           |
| -- | --------------------- | ----- | -------------------- |
| 21 | Italia (bandiera)     | C     | Paolo Sammarco       |
| 22 | Italia (bandiera)     | P     | Francesco Bardi      |
| 23 | Italia (bandiera)     | D     | Nicolò Brighenti     |
| 24 | Italia (bandiera)     | C     | Francesco Cassata    |
| 25 | Italia (bandiera)     | D     | Marco Capuano        |
| 26 | Italia (bandiera)     | D     | Emanuele Terranova   |
| 27 | Polonia (bandiera)    | D     | Bartosz Salamon      |
| 28 | Italia (bandiera)     | A     | Camillo Ciano        |
| 29 | Costa Rica (bandiera) | A     | Joel Campbell        |
| 32 | Slovenia (bandiera)   | D     | Luka Krajnc          |
| 33 | Italia (bandiera)     | C     | Andrea Beghetto      |
| 57 | Italia (bandiera)     | P     | Marco Sportiello     |
| 66 | Ghana (bandiera)      | C     | Raman Chibsah        |
| 88 | Italia (bandiera)     | C     | Lorenzo Crisetig     |
| 89 | Italia (bandiera)     | A     | Andrea Pinamonti     |
| 91 | Italia (bandiera)     | P     | Alessandro Iacobucci |
| 92 | Italia (bandiera)     | C     | Federico Viviani     |
| 99 | Uruguay (bandiera)    | A     | Joaquín Ardaiz       |

## Calciomercato

### Sessione estiva(dall'1/7 al 17/8)
| Acquisti | Acquisti             | Acquisti  | Acquisti                         |
| R.       | Nome                 | da        | Modalità                         |
| -------- | -------------------- | --------- | -------------------------------- |
| P        | Francesco Bardi      | Inter     | definitivo                       |
| P        | Marco Sportiello     | Atalanta  | prestito con diritto di riscatto |
| P        | Alessandro Iacobucci |           | svincolato                       |
| D        | Luka Krajnc          | Cagliari  | definitivo                       |
| D        | Cristian Molinaro    |           | svincolato                       |
| D        | Edoardo Goldaniga    | Sassuolo  | prestito                         |
| D        | Paolo Ghiglione      | Genoa     | prestito                         |
| D        | Bartosz Salamon      | SPAL      | prestito con obbligo di riscatto |
| D        | Francesco Zampano    | Pescara   | prestito con obbligo di riscatto |
| D        | Marco Capuano        | Cagliari  | definitivo                       |
| C        | Andrea Beghetto      | Genoa     | definitivo                       |
| C        | Raman Chibsah        | Benevento | definitivo                       |
| C        | Lorenzo Crisetig     | Bologna   | prestito con diritto di riscatto |
| C        | Emil Hallfreðsson    | Udinese   | definitivo                       |
| C        | Rai Vloet            | Chiasso   | definitivo                       |
| C        | Francesco Cassata    | Sassuolo  | prestito                         |
| A        | Nicola Citro         | Trapani   | definitivo                       |
| A        | Stipe Perica         | Udinese   | prestito                         |
| A        | Joel Campbell        | Arsenal   | definitivo                       |
| A        | Joaquín Ardaiz       | Chiasso   | prestito                         |
| A        | Andrea Pinamonti     | Inter     | prestito                         |

| Cessioni | Cessioni           | Cessioni       | Cessioni                         |
| R.       | Nome               | a              | Modalità                         |
| -------- | ------------------ | -------------- | -------------------------------- |
| P        | Massimo Zappino    |                | ritiro                           |
| P        | Mauro Vigorito     | Lecce          | definitivo                       |
| D        | Roberto Crivello   |                | svincolato                       |
| D        | Adriano Russo      |                | svincolato                       |
| D        | Matteo Ciofani     | Pescara        | definitivo                       |
| D        | Emanuele Terranova | Cremonese      | definitivo                       |
| C        | Alessandro Frara   |                | ritiro                           |
| C        | Moussa Koné        | Erzurumspor FK | definitivo                       |
| A        | Nicola Citro       | Venezia        | prestito con diritto di riscatto |
| A        | Michele Volpe      | Rimini         | prestito                         |

### Sessione invernale(dal 3/1 al 31/1)
| Acquisti | Acquisti         | Acquisti | Acquisti                         |
| R.       | Nome             | da       | Modalità                         |
| -------- | ---------------- | -------- | -------------------------------- |
| D        | Stefan Simič     | Milan    | prestito                         |
| C        | Luca Valzania    | Atalanta | prestito                         |
| C        | Federico Viviani | SPAL     | prestito con diritto di riscatto |
| A        | Marcello Trotta  | Sassuolo | definitivo                       |

| Cessioni | Cessioni          | Cessioni  | Cessioni          |
| R.       | Nome              | a         | Modalità          |
| -------- | ----------------- | --------- | ----------------- |
| C        | Danilo Soddimo    | Cremonese | definitivo        |
| C        | Emil Hallfreðsson |           | svincolato        |
| C        | Lorenzo Crisetig  | Bologna   | fine prestito     |
| C        | Emmanuel Besea    | Venezia   | prestito          |
| A        | Joaquín Ardaiz    | Chiasso   | fine prestito     |
| A        | Joel Campbell     | León      | prestito biennale |
| A        | Stipe Perica      | Udinese   | fine prestito     |
| A        | Luca Matarese     | Foggia    | prestito          |

### Trasferimenti dopo la sessione invernale
| Acquisti | Acquisti | Acquisti | Acquisti |
| R.       | Nome     | da       | Modalità |
| -------- | -------- | -------- | -------- |

| Cessioni | Cessioni  | Cessioni | Cessioni   |
| R.       | Nome      | a        | Modalità   |
| -------- | --------- | -------- | ---------- |
| C        | Rai Vloet | -        | svincolato |

## Risultati

### Serie A

#### Girone di andata
| Arbitro: | Piccinini (Forlì) |

|                                           |           |  |
| Gómez 14’, 90+2’ Hateboer 48’ Pašalić 61’ | Marcatori |  |

| Torino 26 agosto 2018, ore 20:30 2ª giornata | Frosinone              | 0 – 0 referto | Bologna | Stadio Olimpico Grande Torino (0 spett.)\| Arbitro: \| Manganiello (Pinerolo) \| |
| Arbitro:                                     | Manganiello (Pinerolo) |               |         |                                                                                  |

| Arbitro: | Calvarese (Teramo) |

|                  |           |  |
| Luis Alberto 49’ | Marcatori |  |

| Arbitro: | Irrati (Pistoia) |

|  |           |                                                                  |
|  | Marcatori | 10’ Quagliarella 47’ Caprari 54’, 86’ Defrel 83’ (rig.) Kownacki |

| Arbitro: | Giacomelli (Trieste) |

|  |           |                                |
|  | Marcatori | 81’ Ronaldo 90+4’ Bernardeschi |

| Arbitro: | Di Bello (Brindisi) |

|                                                  |           |  |
| Ünder 2’ Pastore 28’ El Shaarawy 35’ Kolarov 87’ | Marcatori |  |

| Arbitro: | Sacchi (Macerata) |

|                  |           |                 |
| Ciano 41’ (rig.) | Marcatori | 33’, 36’ Piątek |

| Arbitro: | Pezzuto (Lecce) |

|                                      |           |                         |
| Rincón 20’ Baselli 46’ Berenguer 71’ | Marcatori | 58’ Goldaniga 64’ Ciano |

| Arbitro: | Orsato (Schio) |

|                                                |           |                                 |
| Silvestre 8’ (aut.) D. Ciofani 54’ (rig.), 63’ | Marcatori | 32’ Zajc 48’ Silvestre 79’ Uçan |

| Arbitro: | Chiffi (Padova) |

|  |           |                                     |
|  | Marcatori | 40’ Chibsah 53’ Ciano 89’ Pinamonti |

| Parma 4 novembre 2018, ore 15:00 11ª giornata | Parma                  | 0 – 0 referto | Frosinone | Stadio Ennio Tardini (14 004 spett.)\| Arbitro: \| Manganiello (Pinerolo) \| |
| Arbitro:                                      | Manganiello (Pinerolo) |               |           |                                                                              |

| Arbitro: | Pasqua (Tivoli) |

|               |           |             |
| Pinamonti 89’ | Marcatori | 47’ Benassi |

| Arbitro: | Pairetto (Nichelino) |

|                                      |           |  |
| Keita Baldé 10’, 82’ L. Martínez 57’ | Marcatori |  |

| Arbitro: | Serra (Torino) |

|             |           |            |
| Cassata 14’ | Marcatori | 77’ Farias |

| Arbitro: | Manganiello (Pinerolo) |

|                                       |           |  |
| Zieliński 7’ Ounas 40’ Milik 68’, 84’ | Marcatori |  |

| Arbitro: | Abbattista (Molfetta) |

|  |           |                                |
|  | Marcatori | 44’ (aut.) Ariaudo 58’ Berardi |

| Arbitro: | Valeri (Roma) |

|                |           |                  |
| Mandragora 32’ | Marcatori | 61’ (rig.) Ciano |

| Frosinone 26 dicembre 2018, ore 12:30 18ª giornata | Frosinone                | 0 – 0 referto | Milan | Stadio Benito Stirpe (15 217 spett.)\| Arbitro: \| Guida (Torre Annunziata) \| |
| Arbitro:                                           | Guida (Torre Annunziata) |               |       |                                                                                |

| Arbitro: | Rocchi (Firenze) |

|                 |           |  |
| Giaccherini 76’ | Marcatori |  |

#### Girone di ritorno
| Arbitro: | Chiffi (Padova) |

|  |           |                                          |
|  | Marcatori | 11’ Mancini 44’, 47’, 64’, 73’ D. Zapata |

| Arbitro: | Banti (Livorno) |

|  |           |                                            |
|  | Marcatori | 18’ Ghiglione 21’, 75’ Ciano 52’ Pinamonti |

| Arbitro: | Fabbri (Ravenna) |

|  |           |             |
|  | Marcatori | 36’ Caicedo |

| Arbitro: | Marinelli (Tivoli) |

|  |           |                |
|  | Marcatori | 25’ D. Ciofani |

| Arbitro: | Giua (Olbia) |

|                                   |           |  |
| Dybala 6’ Bonucci 17’ Ronaldo 63’ | Marcatori |  |

| Arbitro: | Manganiello (Pinerolo) |

|                        |           |                                 |
| Ciano 5’ Pinamonti 80’ | Marcatori | 30’, 90+5’ Džeko 31’ Pellegrini |

| Genova 3 marzo 2019, ore 15:00 26ª giornata | Genoa             | 0 – 0 referto | Frosinone | Stadio Luigi Ferraris (19 920 spett.)\| Arbitro: \| Mariani (Aprilia) \| |
| Arbitro:                                    | Mariani (Aprilia) |               |           |                                                                          |

| Arbitro: | Giacomelli (Trieste) |

|              |           |                  |
| Paganini 42’ | Marcatori | 56’, 78’ Belotti |

| Arbitro: | Massa (Imperia) |

|                             |           |              |
| Caputo 20’ (rig.) Pajač 38’ | Marcatori | 70’ Valzania |

| Arbitro: | Di Bello (Brindisi) |

|  |           |            |
|  | Marcatori | 13’ Vicari |

| Arbitro: | Manganiello (Pinerolo) |

|                                                       |           |                                 |
| Pinamonti 13’ Valzania 45+2’ D. Ciofani 90+13’ (rig.) | Marcatori | 18’ Barillà 58’ (rig.) Ceravolo |

| Arbitro: | Chiffi (Padova) |

|  |           |                |
|  | Marcatori | 84’ D. Ciofani |

| Arbitro: | Massa (Imperia) |

|             |           |                                                |
| Cassata 61’ | Marcatori | 19’ Nainggolan 37’ (rig.) Perišić 90+3’ Vecino |

| Arbitro: | Abisso (Palermo) |

|                       |           |  |
| João Pedro 27’ (rig.) | Marcatori |  |

| Arbitro: | La Penna (Roma) |

|  |           |                        |
|  | Marcatori | 19’ Mertens 49’ Younes |

| Arbitro: | Giua (Olbia) |

|                         |           |                          |
| G. Ferrari 66’ Boga 78’ | Marcatori | 8’ Sammarco 36’ Paganini |

| Arbitro: | Pasqua (Tivoli) |

|             |           |                          |
| Dionisi 85’ | Marcatori | 11’, 44’ Okaka 41’ Samir |

| Arbitro: | Manganiello (Pinerolo) |

|                     |           |  |
| Piątek 57’ Suso 66’ | Marcatori |  |

| Frosinone 25 maggio 2019, ore 18:00 38ª giornata | Frosinone           | 0 – 0 referto | Chievo | Stadio Benito Stirpe (12 167 spett.)\| Arbitro: \| Di Martino (Teramo) \| |
| Arbitro:                                         | Di Martino (Teramo) |               |        |                                                                           |

### Coppa Italia

#### Turni preliminari
| Arbitro: | Maresca (Napoli) |

|  |           |                              |
|  | Marcatori | 40’ Costantino 89’ Turchetta |

## Statistiche
Statistiche aggiornate al 25 maggio 2019.

### Statistiche di squadra
| Competizione | Punti | In casa | In casa | In casa | In casa | In casa | In casa | In trasferta | In trasferta | In trasferta | In trasferta | In trasferta | In trasferta | Totale | Totale | Totale | Totale | Totale | Totale | D.R. |
| Competizione | Punti | G       | V       | N       | P       | Gf      | Gs      | G            | V            | N            | P            | Gf           | Gs           | G      | V      | N      | P      | Gf     | Gs     | D.R. |
| ------------ | ----- | ------- | ------- | ------- | ------- | ------- | ------- | ------------ | ------------ | ------------ | ------------ | ------------ | ------------ | ------ | ------ | ------ | ------ | ------ | ------ | ---- |
| Serie A      | 25    | 19      | 1       | 6       | 12      | 14      | 38      | 19           | 4            | 4            | 11           | 15           | 31           | 38     | 5      | 10     | 23     | 29     | 69     | −40  |
| Coppa Italia | -     | 1       | 0       | 0       | 1       | 0       | 2       | 0            | 0            | 0            | 0            | 0            | 0            | 1      | 0      | 0      | 1      | 0      | 2      | −2   |
| Totale       | -     | 20      | 1       | 6       | 13      | 14      | 40      | 19           | 4            | 4            | 11           | 15           | 31           | 39     | 5      | 10     | 24     | 29     | 71     | −42  |

### Andamento in campionato
| Giornata  | 1  | 2  | 3  | 4  | 5  | 6  | 7  | 8  | 9  | 10 | 11 | 12 | 13 | 14 | 15 | 16 | 17 | 18 | 19 | 20 | 21 | 22 | 23 | 24 | 25 | 26 | 27 | 28 | 29 | 30 | 31 | 32 | 33 | 34 | 35 | 36 | 37 | 38 |
| --------- | -- | -- | -- | -- | -- | -- | -- | -- | -- | -- | -- | -- | -- | -- | -- | -- | -- | -- | -- | -- | -- | -- | -- | -- | -- | -- | -- | -- | -- | -- | -- | -- | -- | -- | -- | -- | -- | -- |
| Luogo     | T  | C  | T  | C  | C  | T  | C  | T  | C  | T  | T  | C  | T  | C  | T  | C  | T  | C  | T  | C  | T  | C  | T  | T  | C  | T  | C  | T  | C  | C  | T  | C  | T  | C  | T  | C  | T  | C  |
| Risultato | P  | N  | P  | P  | P  | P  | P  | P  | N  | V  | N  | N  | P  | N  | P  | P  | N  | N  | P  | P  | V  | P  | V  | P  | P  | N  | P  | P  | P  | V  | V  | P  | P  | P  | N  | P  | P  | N  |
| Posizione | 20 | 16 | 19 | 19 | 19 | 19 | 19 | 19 | 19 | 19 | 19 | 19 | 19 | 19 | 19 | 19 | 19 | 19 | 19 | 19 | 19 | 19 | 19 | 19 | 19 | 19 | 19 | 19 | 19 | 19 | 19 | 19 | 19 | 19 | 19 | 19 | 19 | 19 |

Fonte:  CLASSIFICA SERIE A 18/19, su legaseriea.it.
Legenda:

Luogo: C = Casa; T = Trasferta. Risultato: V = Vittoria; N = Pareggio; P = Sconfitta.

### Statistiche dei giocatori
Sono in corsivo i calciatori che hanno lasciato la società a stagione in corso.
| Giocatore       | Serie A  | Serie A | Serie A     | Serie A    | Coppa Italia | Coppa Italia | Coppa Italia | Coppa Italia | Totale   | Totale | Totale      | Totale     |
| Giocatore       | Presenze | Reti    | Ammonizioni | Espulsioni | Presenze     | Reti         | Ammonizioni  | Espulsioni   | Presenze | Reti   | Ammonizioni | Espulsioni |
| --------------- | -------- | ------- | ----------- | ---------- | ------------ | ------------ | ------------ | ------------ | -------- | ------ | ----------- | ---------- |
| P. Ghiglione    | 9        | 1       | 4           | 0          | 1            | 0            | 1            | 0            | 10       | 1      | 5           | 0          |
| C. Molinaro     | 14       | 0       | 3           | 0          | 1            | 0            | 0            | 0            | 15       | 0      | 3           | 0          |
| R. Vloet        | 5        | 0       | 0           | 0          | 0            | 0            | 0            | 0            | 5        | 0      | 0           | 0          |
| S. Simič        | 0        | 0       | 0           | 0          | 0            | 0            | 0            | 0            | 0        | 0      | 0           | 0          |
| M. Gori         | 10       | 0       | 3           | 0          | 0            | 0            | 0            | 0            | 10       | 0      | 3           | 0          |
| E. Goldaniga    | 29       | 1       | 6           | 0          | 1            | 0            | 0            | 0            | 30       | 1      | 6           | 0          |
| L. Paganini     | 14       | 2       | 2           | 0          | 0            | 0            | 0            | 0            | 14       | 2      | 2           | 0          |
| R. Maiello      | 29       | 0       | 4           | 0          | 1            | 0            | 1            | 0            | 30       | 0      | 5           | 0          |
| D. Ciofani      | 32       | 5       | 1           | 0          | 0            | 0            | 0            | 0            | 32       | 5      | 1           | 0          |
| D. Soddimo      | 10       | 0       | 2           | 0          | 0            | 0            | 0            | 0            | 10       | 0      | 2           | 0          |
| S. Perica       | 7        | 0       | 3           | 0          | 1            | 0            | 0            | 0            | 8        | 0      | 3           | 0          |
| A. Errico       | 0        | 0       | 0           | 0          | 0            | 0            | 0            | 0            | 0        | 0      | 0           | 0          |
| L. Ariaudo      | 19       | 0       | 2           | 0          | 0            | 0            | 0            | 0            | 19       | 0      | 2           | 0          |
| L. Valzania     | 13       | 2       | 4           | 0          | 0            | 0            | 0            | 0            | 13       | 2      | 4           | 0          |
| F. Zampano      | 27       | 0       | 1           | 0          | 0            | 0            | 0            | 0            | 27       | 0      | 1           | 0          |
| F. Dionisi      | 9        | 1       | 2           | 0          | 1            | 0            | 0            | 0            | 10       | 1      | 2           | 0          |
| L. Matarese     | 2        | 0       | 1           | 0          | 1            | 0            | 0            | 0            | 3        | 0      | 1           | 0          |
| E. Hallfreðsson | 6        | 0       | 2           | 0          | 1            | 0            | 0            | 0            | 7        | 0      | 2           | 0          |
| M. Trotta       | 12       | 0       | 0           | 0          | 0            | 0            | 0            | 0            | 12       | 0      | 0           | 0          |
| P. Sammarco     | 8        | 1       | 1           | 0          | 1            | 0            | 0            | 0            | 9        | 1      | 1           | 0          |
| F. Bardi        | 3        | -5      | 0           | 0          | 0            | -0           | 0            | 0            | 3        | -5     | 0           | 0          |
| N. Brighenti    | 11       | 0       | 4           | 0          | 0            | 0            | 0            | 0            | 11       | 0      | 4           | 0          |
| F. Cassata      | 19       | 2       | 9           | 1          | 0            | 0            | 0            | 0            | 19       | 2      | 9           | 1          |
| M. Capuano      | 27       | 0       | 6           | 1          | 0            | 0            | 0            | 0            | 27       | 0      | 6           | 1          |
| B. Salamon      | 20       | 0       | 3           | 0          | 1            | 0            | 0            | 0            | 21       | 0      | 3           | 0          |
| C. Ciano        | 33       | 7       | 12          | 0          | 1            | 0            | 0            | 0            | 34       | 7      | 12          | 0          |
| J. Campbell     | 17       | 0       | 4           | 0          | 0            | 0            | 0            | 0            | 17       | 0      | 4           | 0          |
| E. Besea        | 0        | 0       | 0           | 0          | 0            | 0            | 0            | 0            | 0        | 0      | 0           | 0          |
| L. Krajnc       | 9        | 0       | 3           | 0          | 0            | 0            | 0            | 0            | 9        | 0      | 3           | 0          |
| A. Beghetto     | 27       | 0       | 3           | 0          | 0            | 0            | 0            | 0            | 27       | 0      | 3           | 0          |
| M. Sportiello   | 35       | -64     | 5           | 0          | 1            | -2           | 0            | 0            | 36       | -66    | 5           | 0          |
| R. Chibsah      | 32       | 1       | 5           | 0          | 1            | 0            | 0            | 0            | 33       | 1      | 5           | 0          |
| L. Crisetig     | 8        | 0       | 3           | 0          | 0            | 0            | 0            | 0            | 8        | 0      | 3           | 0          |
| A. Pinamonti    | 27       | 5       | 2           | 0          | 0            | 0            | 0            | 0            | 27       | 5      | 2           | 0          |
| A. Iacobucci    | 0        | -0      | 0           | 0          | 0            | -0           | 0            | 0            | 0        | -0     | 0           | 0          |
| F. Viviani      | 5        | 0       | 1           | 0          | 0            | 0            | 0            | 0            | 5        | 0      | 1           | 0          |
| J. Ardaiz       | 1        | 0       | 0           | 0          | 0            | 0            | 0            | 0            | 1        | 0      | 0           | 0          |
| E. Terranova    | 0        | 0       | 0           | 0          | 1            | 0            | 1            | 0            | 1        | 0      | 1           | 0          |